# Харківка (Аулієкольський район)
Ха́рківка (каз. Харьков) — село у складі Аулієкольського району Костанайської області Казахстану. Входить до складу Чернігівського сільського округу.
Населення — 97 осіб (2021; 272 у 2009, 498 у 1999, 729 у 1989).